# Friemar
Friemar ist eine Gemeinde im thüringischen Landkreis Gotha mit 980 Einwohnern (31. Dezember 2023). Sie gehört zur Verwaltungsgemeinschaft Nesseaue und ist deren Verwaltungssitz.

## Geografie
Friemar liegt in einer flachen Senke zwischen dem mit Windkraftanlagen bestückten, 312 m ü. NN hohen Lindwurmsberg im Süden (zu Tüttleben gehörend) und den sanft ansteigenden Hügeln in Richtung der Fahner Höhen im Norden. Durch das Gemeindegebiet fließt die Nesse, aus Pferdingsleben im Südosten kommend und nach Nordwesten in Richtung Molschleben die Gemarkung verlassend. Im Norden der Ortslage durchschneidet der Aalbach das Gelände von West nach Ost, der in der Nähe der Einmündung der Buflebener Landstraße (K 4) in die Landesstraße L 1027 (Gotha-Kindleben – Molschleben) entspringt. In Friemar kreuzt sich die Kreisstraße K 4 aus Gotha-Kindleben, die weiter nach Pferdingsleben führt, mit der Landesstraße L 1043, die im Ort beginnt, am nördlichen Ortsrand die L 2145 nach Molschleben trifft und danach in Richtung Nordosten nach Tröchtelborn führt.

## Geschichte
Zu Beginn des 9. Jahrhunderts hieß der Ort Fretmaren. In einem Verzeichnis der von Erzbischof Lullus († 786) von Mainz für das Kloster Hersfeld von Freien verliehenen Güter erstmals urkundlich als Friomare erwähnt. In einer Schenkungsurkunde vom 18. Mai 874 wird Friemmari nebst anderen 116 Orten in Thüringen als dem Stift Fulda zehntpflichtig erwähnt. Erzbischof Liubert zu Mainz als auch der Abt Sigehard zu Fulda machten das Recht der Zehnterhebung für sich geltend. Den Streit darüber entschied König Ludwig der Deutsche (840–876) am Hofe zu Ingelheim zu Gunsten der Abtei Fulda. 1999 wurde in Unkenntnis des erstgenannten Jahres das Jahr 874 als Ersterwähnung angenommen und das 1125-jährige Bestehen des Ortes feierlich begangen.
Der Ortsname bezieht sich aller Wahrscheinlichkeit nach auf das den Ort umgebende Gelände. Das Grundwort -mar weist auf feuchten, sumpfigen Boden hin, das Bestimmungswort Fri- ist jedoch etymologisch außerordentlich schwierig und in der namenkundlichen Diskussion umstritten. Keinesfalls aber kann der Name des Ortes mit der Göttin Freia o. ä. in Verbindung gebracht werden.
Der Ort lag im Amt Gotha, welches seit 1640 zum Herzogtum Sachsen-Gotha, seit 1672 zum Herzogtum Sachsen-Gotha-Altenburg und seit 1826 zum Herzogtum Sachsen-Coburg und Gotha gehörte.
In Friemar wurde am 23. Juni 1990 von 245 Delegierten der Thüringer Bauernverband gegründet.
Waidhandel
Friemar hat im thüringischen Waidanbau eine zentrale Rolle gespielt. Im 13. und 14. Jahrhundert sollen drei Waidmühlen auf den Angerwiesen nördlich von Friemar gestanden haben. Der bei Kindleben entspringende Aalbach und die Nesse lieferten das zur Verarbeitung notwendige Wasser. Am Ortsausgang in Richtung Gotha soll die letzte Waidmühle gestanden haben, von der der Mühlstein, der jetzt auf dem Schulplatz steht, stammen könnte. Im südlichen Dorfbereich heißt eine Straße „Hinter dem Waid“. Siehe auch Waidanbau in Thüringen.

## Politik
Im Gemeinderat Friemars entscheiden acht Personen über Angelegenheiten der Gemeinde. Die Gemeinderatswahl am 26. Mai 2024 führte zu folgendem Ergebnis für die Zusammensetzung des Gremiums:
| Partei / Liste             | Stimmenanteil | Sitze |
| CDU                        | 36,0 %        | 3     |
| Bürgerinitiative Friemar   | 28,9 %        | 2     |
| Heimatverein Friemar e. V. | 35,1 %        | 3     |
| Wahlbeteiligung: 67,9 %    |               |       |

Bürgermeisterin ist seit 2016 Katrin Rothlauf. Bei der Bürgermeisterinnenwahl am 13. November 2022 wurde sie mit 88,9 Prozent der gültigen Stimmen im Amt bestätigt. Die Wahlbeteiligung betrug 36,2 Prozent.

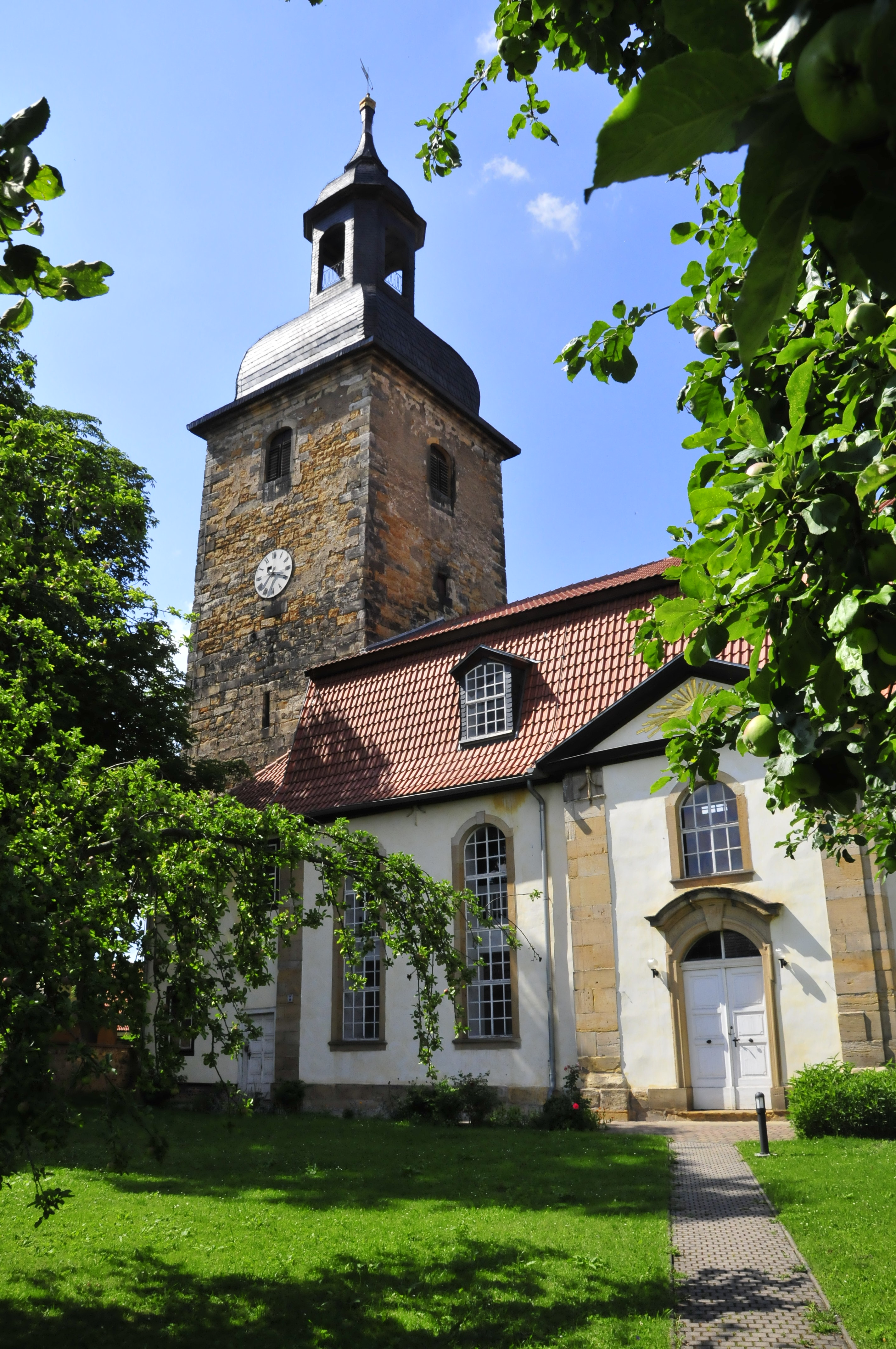
Dorfkirche St. Veit

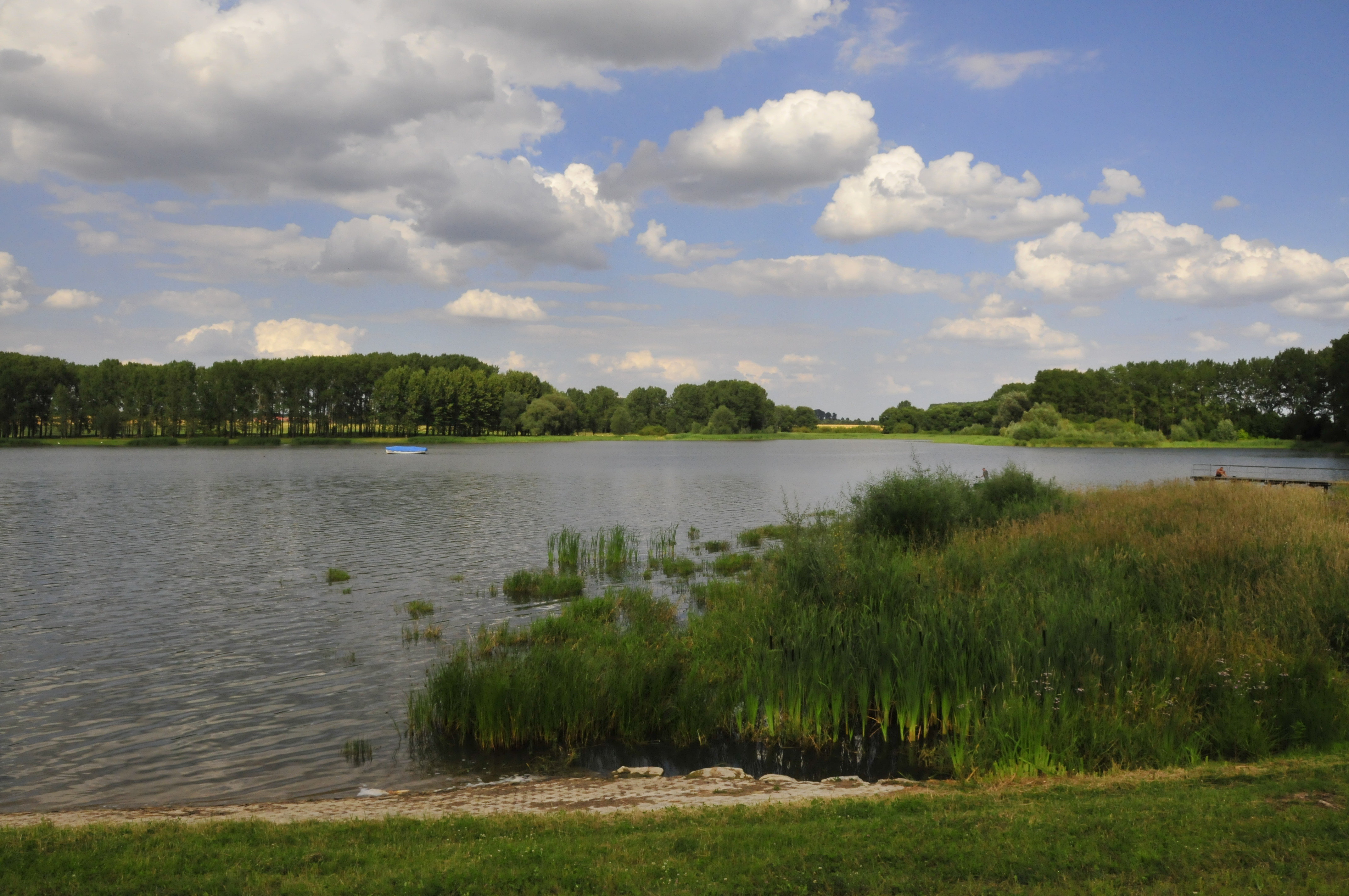
Stausee

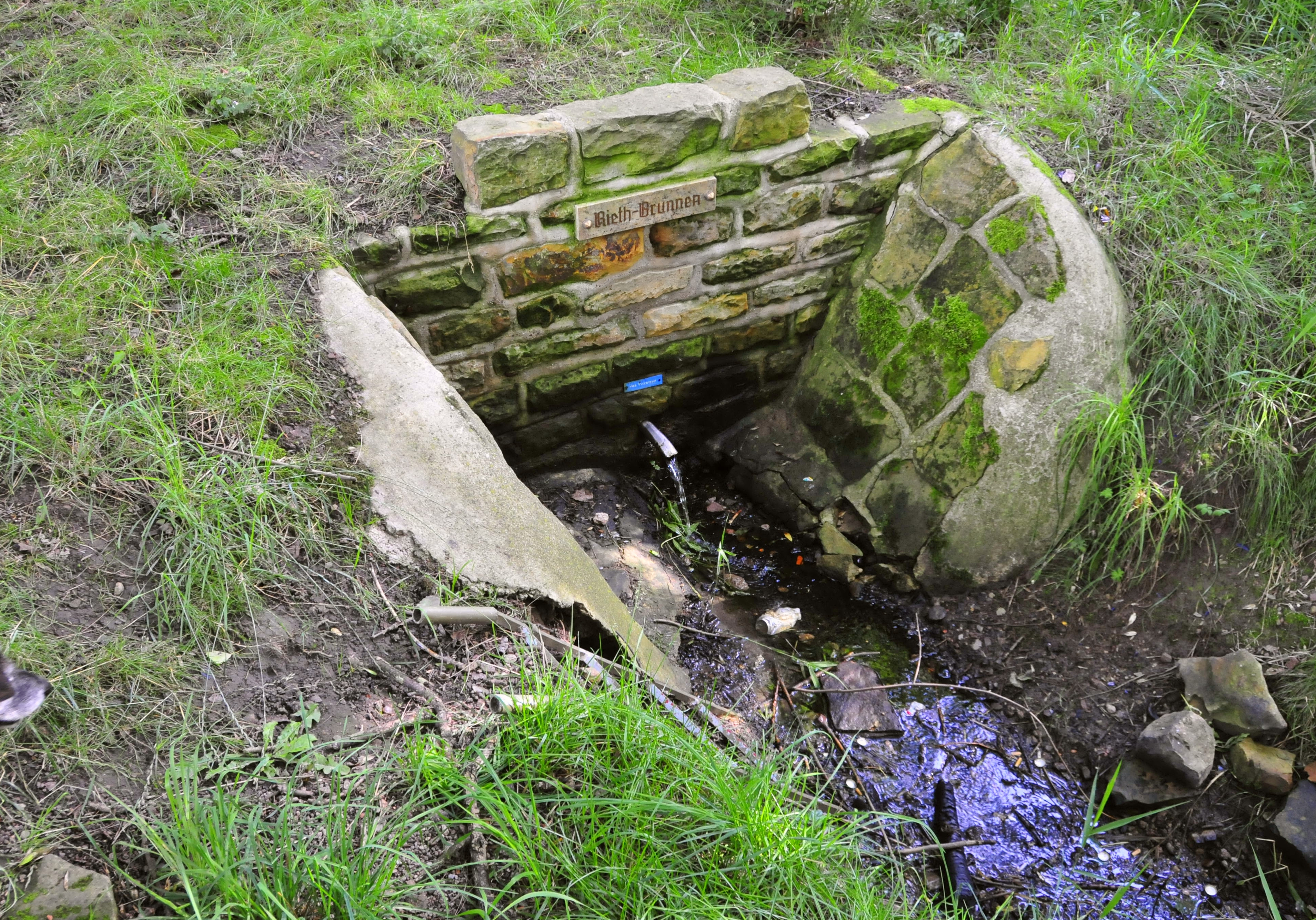
Rieth-Brunnen

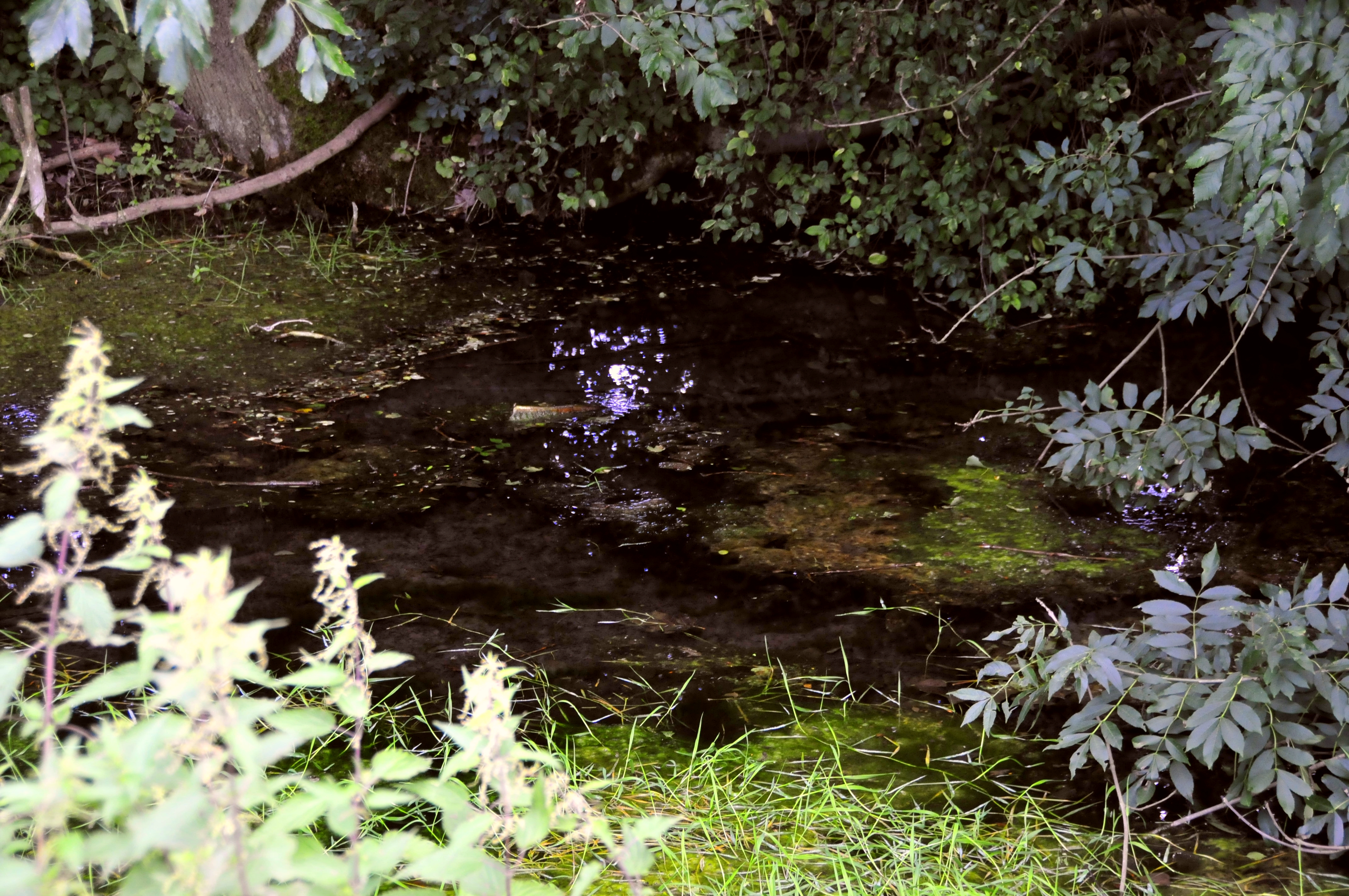
Girnbrunnen

## Sehenswürdigkeiten
- In der Dorfmitte liegt die 1780 nach einem großen Brand erbaute Kirche St. Veit, deren Schmuckstück die 1830 vom Tabarzer Orgelbauer Johann Valentin Knauf gebaute Orgel bildet. Die Kirchgemeinde hat einen Kinder-, einen Kirchen- und einen Gospelchor. Neben der kirchlichen Arbeit übernimmt die Kirchgemeinde auch soziale Verantwortung und unterhält einen offenen Jugendtreff, der von einem Jugenddiakon betreut wird, sowie einen Kindergarten, der auch von Kindern aus umliegenden Gemeinden besucht wird.
- 200 m östlich auf dem Territorium der Gemeinde liegt der Speicher Friemar, ein künstlicher Stausee von Immer- und Lache-Bach, die aus Richtung Osten kommen und als Abfluss des Stausees unmittelbar hinter der Staumauer in die Nesse münden. Der See wurde ursprünglich als Brauchwasserspeicher für die Landwirtschaft (Felder-Beregnung) konzipiert. Heute ist das Gebiet zu einem ländlich geprägten Naherholungsgebiet ausgebaut. Teile des Geländes sind als Flächennaturdenkmal (Schilfgürtel) ausgewiesen. Der See hat bei Vollstau eine Höhe von 287,05 m ü. NN, eine Staufläche von 34,5 ha und einen Stauinhalt von 0,69 Mio. m³. Der See dient heute dem Hochwasserschutz, der Niedrigwasseraufhöhung, dem Angelsport, dem Naturschutz und der Naherholung. 1999 wurden die Beregnungsanlage und Überpumpstation zurückgebaut, so dass heute die Entnahme von Wasser für die genannten landwirtschaftlichen Zwecke technisch nicht mehr möglich ist.
- Unmittelbar unterhalb des Staudamms entspringt der Rieth-Brunnen, eine kleine gefasste Quelle, deren Rinnsal sich nach wenigen Metern in die Nesse ergießt. Die Quelle ist touristisch mit Wegweisern ausgewiesen, jedoch ohne weitere Erläuterungen. (Koordin.: ⊙)
- Im Süden des Ortes liegt der Girnbrunnen. Es handelt sich um eine Spaltenquelle, deren Wasser aus einer Spalte zwischen unterem Keuper und oberem Muschelkalk hervortritt. Wie aus einer dortigen Infotafel hervorgeht, war das Gebiet zwischen der Quelle und der heutigen Ortslage einstmals das Siedlungsgebiet von Hermunduren, die fruchtbaren Boden und Feuchtgebiete bevorzugten. Die Besiedlung wurde nachgewiesen durch zahlreiche Funde von Münzen, Gräbern mit Beigaben, Waffen, Schmuck und Werkzeugen. Auch befestigte Wege, Feuerstätten und Abfallgruben haben die Archäologen freigelegt. Hier auf den fruchtbaren Nutzflächen links der Nesse mit Böden aus Keuper und Schwarzerde soll die „Wiege“ des Dorfes sein. Hier lädt eine Sitzbank zum Verweilen ein, vor der die symbolische Nachbildung einer historischen Feuerstätte aus dem Jahr 650 v. Chr. in den Boden eingelassen ist. In unmittelbarer Nachbarschaft wird auf eine im Landkreis Gotha einmalige Erscheinung hingewiesen: Am 26. August 1998 wurden durch einen orkanartigen Sturm einige Bäume entwurzelt, deren Erdballen sich bis heute mit ihren Wurzeln erhalten haben.[5] (Koordin.:⊙)
- Südwestlich von Friemar ist als Flächennaturdenkmal die Quelle Siebenbrunnen mit der Siebenbrunnen-Linde zu besichtigen. Auch hierbei handelt es sich wie beim Girnbrunnen um eine Spaltenquelle aus der gleichen geologischen Situation. (Koordin.: ⊙)

## Infrastruktur
Während früher der landwirtschaftliche Charakter vorherrschte, haben sich nun verschiedene Handwerks- und Dienstleistungsbetriebe angesiedelt. Daneben gibt es eine Grundschule, einen Kindergarten und einen Jugendtreff sowie ein Heimatmuseum.
Vereinsleben
- SV Union Friemar e. V.
- Heimatverein
- Schützenverein Friemar 2000 e. V.
- Friemarer Carneval’s Verein 1972 e. V. (FCV)
- Freiwillige Feuerwehr Friemar
- Tennisverein 1994 Friemar e. V.
- Kirmesgesellschaft Friemar

## Söhne und Töchter der Gemeinde
- Johann Stigel (1515–1562), Poet und Rhetoriker
- Heinrich von Friemar (der Ältere) (~1245–1340), Augustinereremit, Theologe und Philosoph
- Heinrich von Friemar (der Jüngere) (~1285–1354), Augustinereremit, Theologe und Philosoph
- Marcus Wagner, 1527–1597, Pfarrer in Bufleben 1557–1563 (abgesetzt),[6] Schriftsteller und Autor.[7]
- Johann Andreas Heyn (1712–1772), stud. theol. in Jena, Pfarrer u. a. in Neudietendorf/Erfurt; ab 1743 in Württemberg: zuerst in Frauenzimmern/Zabergäu, dann in Cleebronn/Zabergäu; verh. 1744 mit Johanna Rosina Sutor (1725–1802); die Tochter Johanna Christiana (1748–1828) heiratete 1766 Heinrich Friedrich Hölderlin (1736–1772) und wurde die Mutter des Dichters Friedrich Hölderlin (1770–1843); Heyn war also einer der Großväter Hölderlins.